# Sindrome di Bardet-Biedl
La sindrome di Bardet-Biedl (BBS) è una malattia genetica umana, una ciliopatia che può colpire molti organi. Essa è caratterizzata principalmente da obesità, retinite pigmentosa, polidattilia, ipogonadismo e in alcuni casi insufficienza renale. Precedentemente, il ritardo mentale è stato considerato un sintomo principale, ma ora non lo è più.

## Quadro clinico
La sindrome di Bardet-Biedl è una malattia pleiotropica con espressività variabile e ha una vasta gamma di variabilità sia all'interno che tra le famiglie. Le principali caratteristiche cliniche sono una distrofia retinica da anomalia dei coni e dei bastoncelli con perdita della vista ad esordio infantile preceduto da cecità notturna; polidattilia postassiale; obesità del tronco che si manifesta durante l'infanzia e rimane problematica in età adulta; specifiche difficoltà di apprendimento in alcuni, ma non in tutti gli individui; ipogenitalismo maschile e complesse malformazioni urogenitali femminili; disfunzione renale, una delle principali cause di morbilità e mortalità. Vi è un'ampia gamma di alterazioni secondarie che sono talvolta associate a BBS compresi:
- disturbo del linguaggio
- strabismo, cataratta e astigmatismo
- brachidattilia e sindattilia di entrambe le mani e piedi, come la sindattilia parziale (più generalmente tra il secondo e il terzo dito)
- ritardo dello sviluppo (molti bambini con BBS sono in ritardo nel raggiungimento di importanti traguardi di sviluppo tra cui abilità e capacità motorie, competenze psicosociali (gioco interattivo e capacità di riconoscere segnali sociali); tuttavia questi ritardi sono curabili con la terapia)
- poliuria e polidipsia (diabete insipido nefrogenico)
- atassia e scarso coordinamento
- ipertonia moderata (soprattutto agli arti inferiori)
- diabete mellito
- denti sovrannumerari o ipodonzia, piccole radici dentali, palato ogivale
- anomalie cardiovascolari
- coinvolgimento epatico
- anosmia
- ipoacusia
- malattia di Hirschsprung[4]

Allo stato attuale non esiste una terapia specifica per la sindrome; questa deve essere gestita in modo multidisciplinare da diversi specialisti, stabilendo follow-up e terapie di supporto adeguate al quadro clinico del singolo soggetto, che può essere molto variabile.